# Gobie à deux ocelles
Signigobius biocellatus
Genre
Espèce
Le Gobie à deux ocelles ou Gobie aux yeux de crabe  (Signigobius biocellatus) est une espèce de poissons marins appartenant à la grande famille des Gobiidés. C'est l'unique espèce de son genre Signigobius.